# Fastway
Fastway — британская хард-рок-группа, основанная в 1982 году бывшим гитаристом Motörhead Эдди Кларком и бывшим басистом UFO Питом Уэем, однако он покинул коллектив ещё до записи дебютного альбома.

## История
В 1982 году гитарист Эдди Кларк и басист Пит Уэй были недовольны своим положением в своих группах, покинули их и решили работать вместе в новом составе. Они привлекли авторитетного барабанщика Humble Pie Джерри Ширли и молодого совсем ещё неизвестного вокалиста Дэйва Кинга. Они получили свое название от комбинации имен членов-основателей. Однако Уэй обнаружил, что не может разорвать контракт на запись с Chrysalis Records, а затем получил предложение сыграть с Оззи Осборном. Уэй покинул группу так и не записав ни одной песни. Затем группа пригласила сессионного басиста Микки Фита, после чего группа записала свой дебютный альбом Fastway (1983).
Реакция критики была положительной, группа активно гастролировала в поддержку альбома (с бывшим басистом The Fixx Алфи Агиусом в качестве сессионного басиста), что способствовало коммерческому успеху пластинки. Затем группа наняла Ричарда Маккракена, ранее ранее игравшего в Taste, в качестве «постоянного» басиста, и в следующем году выпустила свой второй студийный альбом All Fired Up (1984). После тура в поддержку пластинки Ширли и Маккракен покинули группу.
В 1985 году Кларк и Кинг реформировали Fastway с новым составом. Наняв Шейна Кэрролла (гитара), Пола Рида (бас-гитара) и Алана Коннора (ударные) из первой группы Дэйва Кинга, Stillwood, этот состав выпустил Waiting for the Roar. Релиз был исполнен в стиле альбомно-ориентированного рока, вместо драйвового блюз-метала предыдущих альбомов. Успех пластинки был ограниченным, и она разочаровала многих поклонников. В том же году к Fastway обратились с просьбой сделать саундтрек к хеви-метал-фильму ужасов «Кошелёк или жизнь» (англ. Trick or Treat). Фильм провалился, но саундтрек восстановил репутацию Fastway как мощной метал-группы. Саундтрек имел коммерческий успех и оставался в чарте Billboard 200 одиннадцать месяцев. Успех саундтрека в сочетании с малой прибылью, полученной непосредственно музыкантами, провоцировал конфликты внутри коллектива, и Fastway распались. Кинг вместе с большей частью группы основал Q.E.D., группу, больше ориентированную на формат рок-радио.
Затем Кингу позвонили Дэвид Геффен и Джон Калоднер и попросили приехать в Соединенные Штаты, чтобы возглавить хеви-метал-«супергруппу» под названием Katmandu. В Katmandu также играл на гитаре Мэнди Мейер из Krokus. Группу дополнили Кейн Каррутерс из соул-группы The Untouchables и Майк Алонсо из детройтской рок-группы The Meanies. Katmandu выпустили один одноименный альбом и пару синглов. Дэйв Кинг сформировал и возглавил успешную кельтскую панк-группу Flogging Molly из Лос-Анджелеса.
Тем временем Кларк решил снова перезапустить Fastway с нуля в 1988 году, пригласив вокалиста Ли Харта и сессионных участников, быстро выпустив On Target в том же году, однако альбом не имел большого коммерческого успеха.
В 1990 году этот дуэт Кларка и Харта выпустил альбом Bad Bad Girls, наняв различных сессионных музыкантов, в том числе участниц Girlschool. Альбом был проигнорирован публикой и плохо продавался. Решив покончить с этим в 1991 году, они выпустили сделанный «на скорую руку» концертный альбом Say What You Will LIVE (более старая запись с Кингом на вокале). В 1997 году Кларк и Харт воссоединились и выпустили переработанную версию On Target, но и она не имела коммерческого успеха.
25 мая 2007 года Тоби Джепсон, бывший вокалист Little Angels, объявил, что принял предложение от Fastway исполнять вокальные обязанности во время выступлений на ежегодных фестивалях. Обновленный состав играл на Sweden Rock Festival, Japanese Hard Rock Hell и фестивале Download. Помимо гитариста Кларка и Джепсона, в новую группу входили барабанщик Стив Стрэндж и Джон Макманус (из группы Mama’s Boys).
В интервью Komodo Rock на фестивале Hard Rock Hell в ноябре 2007 года Эдди Кларк подтвердил, что он и Тоби Джепсон будут работать над новым материалом. Он сказал: «Мы с Тоби собираемся сесть и, может быть, за зиму записать несколько вещей. Посмотрим, сможем ли мы написать что-нибудь». В 2008 году Тоби Джепсон объявил, что на постоянной основе станет фронтменом шотландских хард-рокеров Gun.
В конце 2010 года Эдди Кларк вернулся в студию, чтобы записать новый альбом с Тоби Джепсоном под названием Eat Dog Eat. Альбом был выпущен 14 ноября 2011 года на лейбле SPV/Steamhammer и стал первым альбомом Fastway с совершенно новым материалом за более чем двадцать лет.
Кларк умер 10 января 2018 года после борьбы с пневмонией в возрасте 67 лет. После его смерти не было сделано никаких официальных заявлений о роспуске или будущем Fastway. 14 августа 2020 года, два года и семь месяцев спустя, умер Пит Уэй.

## Состав
| - Эдди Кларк — гитара (1982—1990, 2007—2011, умер в 2018) - Дэйв Кинг — вокал (1982—1986) - Ли Харт — ритм-гитара и бас-гитара (1988—1990) - Тоби Джепсон — ритм-гитара (2007—2010) - Пит Уэй — бас-гитара (1982) - Альфи Агиус — бас-гитара (гастрольный участник 1983 года) - Ричард «Чарли» Маккракен — бас-гитара (1983—1984) | - Пол Рид — бас-гитара (1985—1986) - Джон МакМанус — бас-гитара (2007—2010) - Джерри Ширли — ударные (1982—1984) - Алан Коннор — ударные (1985—1986) - Стив Кларк — ударные (1987—1989) - Стив Стрэндж — ударные (2007—2010, умер в 2021) - Шейн Кэррол — клавишные и ритм-гитара (1985—1986) | - Ким МакАллифи и Крис Боначчи — сессионные гитаристы (1990) - Микки Фит — сессионный басист (1983) - Нил Маррей, Терри Томас и Ниббс Картер — сессионные музыканты (1988) - Гэри Фергюсон — ударные (1998) - Мэтт Элдридж — ударные (2010) - Дон Эйри и Пол Эйри — клавишные (1998) |

## Дискография
Студийные альбомы:
- Fastway (1983) #31 US
- All Fired Up (1984)
- Waiting for the Roar (1986)
- Trick or Treat (1986)
- On Target (1988)
- Bad Bad Girls (1990)
- Eat Dog Eat (2011)